# Noemiracles
Noemiracles jsou třineckou hudební skupinou tvořící ve třech jazycích - polštině, češtině a angličtině. Je pro ně charakterstické široké rozpětí hudebních žánrů. V jejich tvorbě se objevuje alternativní pop, britpop, pop rock, funk, soul, electro a také jazz. Noemiracles vznikli na jaře 2012 a hrají dodnes.

## Historie
Noemiracles byli původně hudební skupinou složenou pouze na jeden koncert. V roce 2012 byla Noemi Bocek požádána, aby zazpívala na svátku Tří Bratří v Českém Těšíně. Noemi neměla kapelu, se kterou by mohla vystoupit, proto poprosila o pomoc svého kamaráda Filipa Macuru, který do projektu zapojil další tři hudebníky – Tomáše Wałacha, Filipa Kaszturu a Samuela Bocka. Po několika společných zkouškách si pětice uvědomila, že se jí spolu hraje dobře a rozhodla se ve hře pokračovat. Už v roce 2014 Noemiracles vydali svou první desku Ponad wszystko, kterou nahráli v Polsku ve třech studiích – studiu DR ve Visle, studiu Pawla Zareckého ve Varšavě a bielsko-bialském studiu Petra Kominka.
Skupina se zúčastnila několika hudebních soutěží. V roce 2015 Noemiracles vyhráli českou celorepublikovou iRampu a o pár měsíců později se ve Skutečné lize umístili na 3. místě a získali ocenění „Zpěvačka roku“, ač se čeština v jejich tvorbě dosud neobjevila. Úspěchy na české scéně přiměly Noemi ke psaní písní rovněž v tomto jazyce. Noemiracles se zúčastnili také zahraniční soutěže – v roce 2017 se ukázali na polském Festiwalu Piosenki Polskiej v Opolí a získali 3. místo. O rok později vyšla jejich druhá deska, Návrat, tentokrát česká.
Během let se složení skupiny trochu změnilo. Dnes s Noemi Bocek v Noemiracles hrají Filip Macura a Samuel Bocek z původní sestavy spolu s basákem Filipem Kaszturou.

## Hudebníci

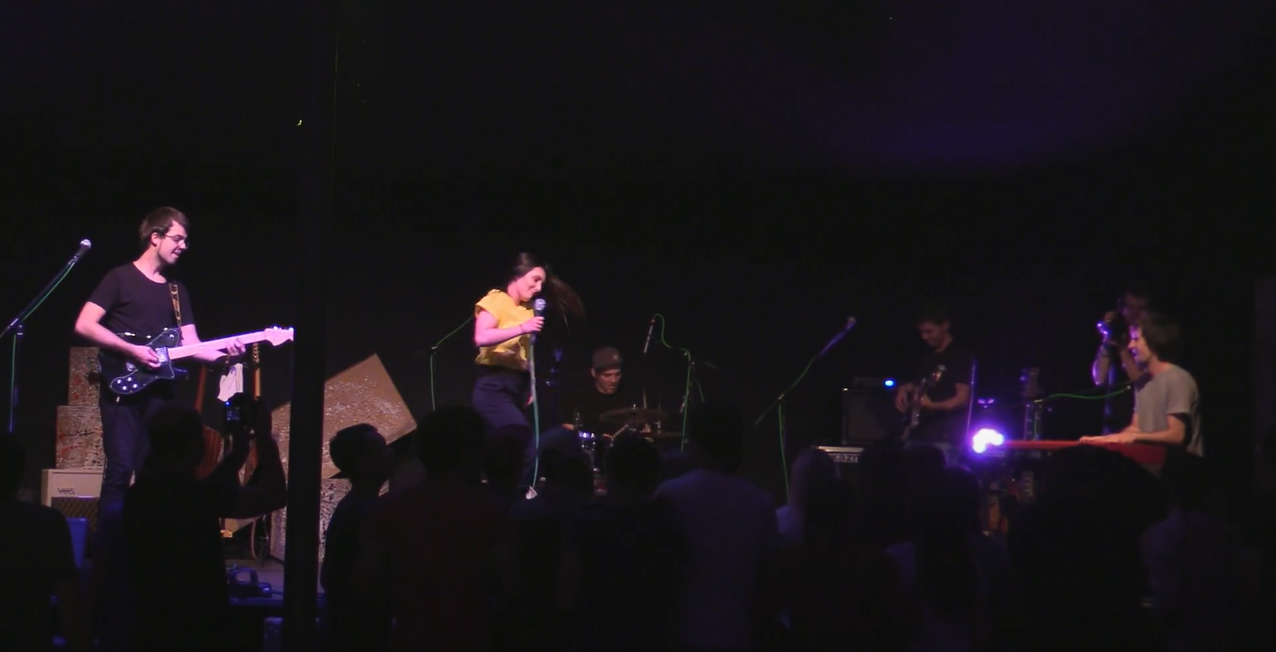
Hudební skupina Noemiracles během koncertu na X-Campu v roce 2018. Zleva: Tomasz Wałach, Noemi Macura, Samuel Bocek, Mateusz Fajkus i Filip Macura.

- Noemi Bocek – zpěv
- Filip Macura – klávesy
- Mateusz Fajkus – baskytara
- Samuel Bocek – bicí[12]Hudební skupina Noemiracles během koncertu na X-Campu v roce 2018. Zleva: Tomasz Wałach, Noemi Macura, Samuel Bocek, Mateusz Fajkus i Filip Macura.

### Bývalí členové
- Tomasz Wałach - zpěv, kytara
- Filip Kasztura - baskytara[3][13]

## Diskografie

### Desky
Ponad wszystko - debutová deska vydaná v roce 2014, obsahuje skladby zpívané v polském a anglickém jazyce
| Pořadí         | Název                                                        | Délka   |
| -------------- | ------------------------------------------------------------ | ------- |
| 1.             | Nowy dzień                                                   | 3:13    |
| 2.             | Wszystko w Nas                                               | 3:33    |
| 3.             | Serca rytm                                                   | 4:32    |
| 4.             | Przytulić się chcę                                           | 4:12    |
| 5.             | Czas na zmianę                                               | 3:38    |
| 6.             | Home (s touto písní se Noemiracles účastnili soutěže iRampa) | 3:46    |
| 7.             | Kołysanka                                                    | 6:51    |
| 8.             | Jesteś częścią mnie                                          | 6:06    |
| 9.             | I've come to you                                             | 5:20    |
| 10.            | Zaczekam                                                     | 5:02    |
| 11.            | O krok bliżej                                                | 4:26    |
| 12.            | I'ts Cold Outside                                            | 2:45    |
| 13.            | Gdzie ten raj                                                | 4:01    |
| 14.            | Tylko my                                                     | 6:03    |
| Celková délka: | Celková délka:                                               | 1:03:28 |

Návrat - deska vydaná v roce 2018, tentokrát Noemi Bocek zpívala pouze česky
| Pořadí         | Název                               | Délka |
| -------------- | ----------------------------------- | ----- |
| 1.             | Dokořán                             | 4:05  |
| 2.             | Tříšť                               | 3:32  |
| 3.             | Monogram                            | 2:59  |
| 4.             | Rub a líc                           | 3:37  |
| 5.             | Cesta domů                          | 3:31  |
| 6.             | Vzkaz                               | 3:18  |
| 7.             | Být blízko                          | 3:18  |
| 8.             | Léto (spolupracoval Mirai Navrátil) | 3:45  |
| 9.             | Vítr                                | 3:12  |
| Celková délka: | Celková délka:                      | 31:16 |

### Singly
- Průhledná (2015)
- Inna (2015)
- Stříbrná noc (2015)
- Našla jsem cíl (2017)
- Odnalazłam się (2017)[1]